# Крстарички рат
Крстарички рат (фр. guerre de course, енгл. Commerce raiding), операције ратних бродова против непријатељског поморског саобраћаја. Назив потиче од некадашњег начина вођења рата крстарењем по мору. Води се већим ратним или за то посебно опремљеним трговачким бродовима велике аутономије, при чему се избегавају судари с противниковим ратним бродовима. Јавља се у 17. веку када је поморски саобраћај постао важан привредни чинилац поморских држава. Обично га је водила слабија страна. Успешно примењиван и у Првом и Другом светском рату.

## Историја
Крстарички рат настао је из гусарског начина ратовања. Наоружани бродови нападали су непријатељске трговачке бродове у име својих феудалних господара, градова или држава, а каткад и за свој рачун. У 16. веку, у борби за колоније и поморске путеве, крстарички рат звао се »малим ратом«, за разлику од »великог рата«, који су водиле главнине флота. Мали рат (енгл. privateering) водили су претежно бродови приватника или компанија, који су добили гусарске повластице од влада или владара. Приватник је делио добит с владом или владаром. Тај облик ратовања достигао је врхунац током колонијалних ратова у 18. веку.
Париском декларацијом из 1856. све државе одрекле су се издавања гусарских повластица, па се од тада крстарички рат претворио у операције ратних морнарица.
У доба морнарице на једра крстарички рат водиле су корвете и фрегате. Током Америчког грађанског рата први су пут били употребљени брзи пароброди.

### Први светски рат
У Првом светском рату Немци су у почетку употребљавали наоружане путничке бродове, који су ускоро били потопљени, јер су били неприкладни за маскирање па зато лако уочљиви, а због великог потрошка угља имали су ограничено подручје деловања. Употребљавале су се и мале крстарице (најчувенија је била Емден), али су и оне на океанима теже набављале угаљ, па су брзо биле уништене. Након 1916. употребљавали су се обични наоружани теретни пароброди. Натоварени угљем, имали су велик домет деловања; маскирани, могли су се приближавати непријатељским бродовима као неутрални бродови.
Почетак рата затекао је немачку Крстаричку ескадру (2 оклопна крсташа, 2 лаке крстарице и 2 помоћне крстарице) под командом адмирала Максимилијана Шпеа, код острва Пагана, у Маријанским острвима. Пошто су сазнали за концентрацију британских, француских и руских противкрстаричких снага у водама Далеког истока, и за мобилизацију и припреме јапанске морнарице за напад на немачку поморску базу Чинг-Тао, командант ескадре је одлучио да напусти угрожено подручје, пробије се преко јужноамеричких вода у Немачку и уз пут води крстарички рат. Шпе је претходно упутио крстарицу Емден у Индијски океан, а помоћне крстарице Принц Ајтел Фридрих и Корморан у аустралијске воде да прикрију његов маневар и самостално крстаре. Након готово тромесечне пловидбе, у којој су јој се придружиле крстарице Дрезден и Лајпциг, немачка ескадра је упловила крајем октобра 1914. у залив Мас Афуера, на чилеанским острвима Хуан Фернандес, где је попунила залихе угља и почела дејства против савезничког саобраћаја.
Британски Адмиралитет је упутио за Шпеом 4. крстаричку ескадру, под командом адмирала Кристофера Кредока, коју су Немци поразили 1. новембра у боју код Коронела. Победом код Коронела Немци су озбиљно угрозили савезнички поморски саобраћај у Магелановом пролазу и подручју Ла Плате, па су Британци ојачали своје противкрстаричке снаге у Атлантику са 3 бојна крсташа из састава Велике Флоте. За то време адмирал Шпе је упловио у Атлантски океан, али је 8. децембра, при покушају напада на Фокландска острва, изненеада наишао на концентрисане британске снаге (2 бојна, 3 оклопна крсташа и 2 крстарице), под адмиралома Фредриком Стердијем, па је тешко поражен. Спасла се само лака кзстарица Дрезден, коју су Британци открили и потопили марта 1915. у чилеанским територијалним водама.
За то време, водиле су самостално крстарички рат крстарице Емден и Кенигсберг у Индијском океану, и крстарица Карлсруе у Атлантском океану. Најуспешнија је била Емден, која је потопила 15 трговачких бродова (укупно 70.825 БРТ) и привукла око 15 савезничких оклопних крсташа и крстарица. До лета 1915. све три немачке крстарице су уништене. Од укупно 14 помоћних крстарица, којњ су Немци опремали, испловило је пре избијања рата 5. Највише успеха имали су Кронпринц Вилхелм (превалио 40.000 М, потопио 11 пароброда и 3 једрењака, укупно 55.940 БРТ) и Принц Ајтел Фридрих (потопио 4 пароброда и 7 једрењака, укупно 33.420 БРТ). Оба су у пролеће 1915. интернирана од САД у Њупорт Њузу.
За све време рата, 1914. година била је година најинтензивнијег крстаричког рата који су водили Немци. Резултати нису били адекватни степену ангажованих немачких крстарица, пошто је потопљено свега 0.56% укупне вредности британског поморског промета. После уништења Крстаричке ескадре адмирала Шпеа, тај вид дејстава није имао озбиљнијег утицаја на општи тока рата на мору.

### Други светски рат
У Другом светском рату Немци су употребљавали »џепне« бојне бродове (Граф Шпе, Дојчланд) и крстарице (Принц Еуген), али су после опет прешли на наоружане теретне бродове због њиховог великог домета и лакшег маскирања. Пред крај рата, због добро организованих савезничких конвоја, службе извиђања из ваздуха, организоване контроле бродова на пучини и јаке заштите конвоја, крстарички рат није више имао успеха, па су за борбу против непријатељског саобраћаја остале само подморнице и ваздухопловство.